# أنيتا كولكسار
أنيتا كولكسار (بالمجرية: Kulcsár Anita)‏ مواليد 2 أكتوبر 1976 في المجر - الوفاة 19 يناير 2005، كانت لاعبة كرة يد مجرية. مثلت منتخب المجر لكرة اليد للسيدات. شاركت في دورة الألعاب الأولمبية الصيفية سنة 2004. حققت المركز الأول في بطولة أوروبا لكرة اليد للسيدات 2000. فازت بجائزة أفضل لاعبة في العالم في كرة اليد سنة 2004. توفيت إثر حادث سيارة في 2005 وكان عمرها 28 عاما.

## سجل المنافسة
شاركت في البطولات التالية:
- بطولة العالم لكرة اليد للسيدات 1997
- بطولة العالم لكرة اليد للسيدات 1999
- بطولة العالم لكرة اليد للسيدات 2001
- بطولة العالم لكرة اليد للسيدات 2003
- بطولة أوروبا لكرة اليد للسيدات 1996
- بطولة أوروبا لكرة اليد للسيدات 1998
- بطولة أوروبا لكرة اليد للسيدات 2000
- بطولة أوروبا لكرة اليد للسيدات 2002
- بطولة أوروبا لكرة اليد للسيدات 2004

## الميداليات
| الميدالية | المسابقة                            |
| --------- | ----------------------------------- |
| فضية      | الألعاب الأولمبية الصيفية 2000      |
| فضية      | بطولة العالم لكرة اليد للسيدات 2003 |
| ذهبية     | بطولة أوروبا لكرة اليد للسيدات 2000 |
| برونزية   | بطولة أوروبا لكرة اليد للسيدات 1998 |
| برونزية   | بطولة أوروبا لكرة اليد للسيدات 2004 |

## روابط خارجية
- أنيتا كولكسار على موقع الاتحاد الأوروبي لكرة اليد (الإنجليزية)
- أنيتا كولكسار على موقع اللجنة الأولمبية الدولية (الإنجليزية)
- أنيتا كولكسار على موقع أوليمبيديا (الإنجليزية)